# National Institute of Informatics
O National Institute of Informatics (国立情報学研究所, Kokuritsu Jōhōgaku Kenkyūjo, NII)  é um instituto de pesquisa japonês localizado em Chiyoda, Tóquio, Japão. O NII foi criado em abril de 2000 com o objetivo de promover o estudo da informática. Este instituto também trabalha na criação de sistemas para facilitar a disseminação de informações científicas para o público em geral. Ele supervisiona e mantém um grande banco de dados de informações pesquisáveis em uma variedade de tópicos científicos e não científicos chamados Webcat. NII é o único instituto de pesquisa abrangente em informática no Japão. É uma parte importante da Universidade de Pós-Graduação para Estudos Avançados, SOKENDAI, e desde 2002 oferece um Ph.D. programa em informática.

## História
O NII teve sua origem em uma proposição do Ministério da Educação, Ciência, Esportes e Cultura apresentada ao Conselho Científico em outubro de 1973, intitulada "Sistema Melhorado de Circulação de Informações Acadêmicas". Em 1976, o Centro de Pesquisa para Biblioteconomia e Ciência da Informação foi estabelecido na Universidade de Tóquio, abrindo caminho para o instituto que se tornaria o Instituto Nacional de Informática. Em 1983, o centro de pesquisa foi reorganizado e transformado em Centro de Informação Bibliográfica, mas continuou a operar sob a égide da Universidade de Tóquio. Este centro foi então reestruturado em 1986 e renomeado para National Center for Science Information Systems (NACSIS).
O NACSIS foi a primeira encarnação do instituto a ser independente da Universidade de Tóquio. O instituto se desenvolveu e cresceu de acordo com os avanços na tecnologia de computadores e Internet, eventualmente superando a visão inicial por trás do National Center for Science Information Systems. Em abril de 2000, este centro foi reformulado e reformado como o Instituto Nacional de Informática. A NII está localizada no distrito de Chiyoda, em Tóquio. É uma parte principal do prédio do Centro Nacional de Ciências, juntamente com a Escola de Pós-Graduação em Estratégia Corporativa Internacional da Universidade de Hitotsubashi e o Centro de Finanças da Universidade.

## Pesquisas
O instituto se concentra na pesquisa científica sobre técnicas de coleta de informações e sistemas para gerenciamento de informações em todas as disciplinas acadêmicas. O NII tenta equilibrar as abordagens de pesquisa teórica e prática, com o objetivo de criar novas técnicas para pesquisar e organizar bancos de dados de volume extremamente alto, usando novas oportunidades apresentadas pelos avanços nos recursos de rede de alta velocidade. O NII realiza pesquisas em parceria com inúmeras universidades e outras instituições de pesquisa, tanto públicas quanto privadas.
O principal objetivo do instituto é aprimorar o conhecimento de informática no Japão, mas também trabalha em estreita colaboração com pesquisadores e institutos internacionais e de intercâmbio para o avanço de múltiplos objetivos, incluindo o desenvolvimento de padrões internacionais em informática. O NII hospeda vários programas de intercâmbio de pesquisa para estudantes visitantes, estagiários de pesquisa, pós-doutorandos e professores visitantes, como os programas japoneses JSPS e DAAD da Alemanha. O NII organiza um popular estágio internacional que convida e financia estudantes de todo o mundo para virem ao Japão e realizarem pesquisas sob a orientação de professores do NII por até 6 meses, duas vezes por ano.
Além de suas funções de pesquisa, o NII tem uma função de ensino de pós-graduação desde 2002 como Departamento de Informática, Escola de Ciências Multidisciplinares, Universidade de Pós-Graduação para Estudos Avançados, SOKENDAI.

## Webcat
Webcat e Webcat Plus são bancos de dados de pesquisa avançada oferecidos e mantidos como parte da divisão GeNii (ambiente global para informações intelectuais em rede) da NII. O GeNii foi criado como meio de integrar e unificar o conteúdo de vários serviços de recuperação de informações e bibliotecas eletrônicas supervisionados pelo NII, cujo principal resultado foram os sistemas de busca Webcat. O Webcat e seu sucessor mantido simultaneamente, o Webcat Plus, são sistemas de pesquisa de livros e periódicos que fornecem informações sobre acervos de materiais mantidos em institutos de pesquisa e coleções de bibliotecas universitárias em todo o Japão. Atualmente, o Webcat Plus possui informações sobre mais de doze milhões de títulos, e ambos os sistemas podem ser pesquisados em inglês e japonês. Os planos adicionais da GeNii para o sistema Webcat incluem a integração de todos os acervos da Biblioteca da Dieta Nacional no banco de dados pesquisável. Nenhuma informação está disponível atualmente sobre a data de conclusão programada para este projeto.